# Olivier Niyonzima
Olivier Sefu Niyonzima (ur. 1 stycznia 1993 w Kigali) – rwandyjski piłkarz grający na pozycji defensywnego pomocnika. Od 2023 jest zawodnikiem klubu Rayon Sports FC.

## Kariera klubowa
Swoją karierę piłkarską Niyonzima rozpoczął w klubie Isonga FC. W sezonie 2014/2015 zadebiutował w jego barwach w pierwszej lidze rwandyjskiej. W latach 2015–2019 był zawodnikiem Rayon Sports FC. Wywalczył z nim dwa mistrzostwa Rwandy w sezonach 2016/2017 i 2018/2019, wicemistrzostwo w sezonie 2015/2016 oraz zdobył Puchar Rwandy w 2016 roku. W latach 2019-2021 grał w zespole APR FC. Dwukrotnie został z nim mistrzem kraju w sezonach 2019/2020 i 2020/2021. W latach 2021-2023 był piłkarzem klubu AS Kigali FC. W 2022 zdobył z nim krajowy puchar. W 2023 wrócił do Rayon Sports FC.

## Kariera reprezentacyjna
W reprezentacji Rwandy Niyonzima zadebiutował 12 sierpnia 2017 w przegranym 0:3 meczu Mistrzostw Narodów Afryki 2018 z Ugandą, rozegranym w Kampali.